# Pont de Clichy
Le pont de Clichy est un pont français en béton précontraint qui enjambe la Seine entre Clichy et Asnières-sur-Seine, dans le département français des Hauts-de-Seine.

## Historique

### Pont de 1866
Le premier pont, édifié en 1866, se situait un peu en amont du pont actuel, dans le prolongement du boulevard Voltaire à Asnières et du boulevard Jean-Jaurès à Clichy. Il était parcouru par la RD 9 (de Paris à Épinay-sur-Seine). 
Il était constitué d'un ensemble de trois ponts entre Clichy et Asnières en s'appuyant sur les îles Robinson et des Ravageurs. Les trois travées étaient constituées d'arches en fonte de soixante mètres de portée. 

Détruit durant la guerre de 1870, il est reconstruit en 1874 par les ingénieurs Legrand et Martin, sous la direction de l'ingénieur en chef Beaulieu et Fontages (ingénieur ordinaire).
La longueur totale de la voie du pont de 1874 (d'après mesures sur le cadastre 1938) était de 325 m :
- dont enjambant le bras d'Asnières : 78 m ;
- dont sur l'Île des Ravageurs (ou île de la Recette) : 30 m ;
- dont enjambant le bras Central : 78 m ;
- dont sur l'île Robinson : 61 m ;
- dont enjambant le bras de Clichy : 78 m.

Le pont passait juste devant les grilles du cimetière des Chiens d’Asnières, ouvert en 1899 sur l'île des Ravageurs.
Dans les années 1970, les îles Robinson et des Ravageurs sont supprimées. La voie navigable, désormais unique, est portée à une largeur de 170 mètres environ. Un nouvel ouvrage est construit plus en amont de l'ancien pont. 
Ce dernier est détruit en 1975 à la fin de la construction de son successeur.

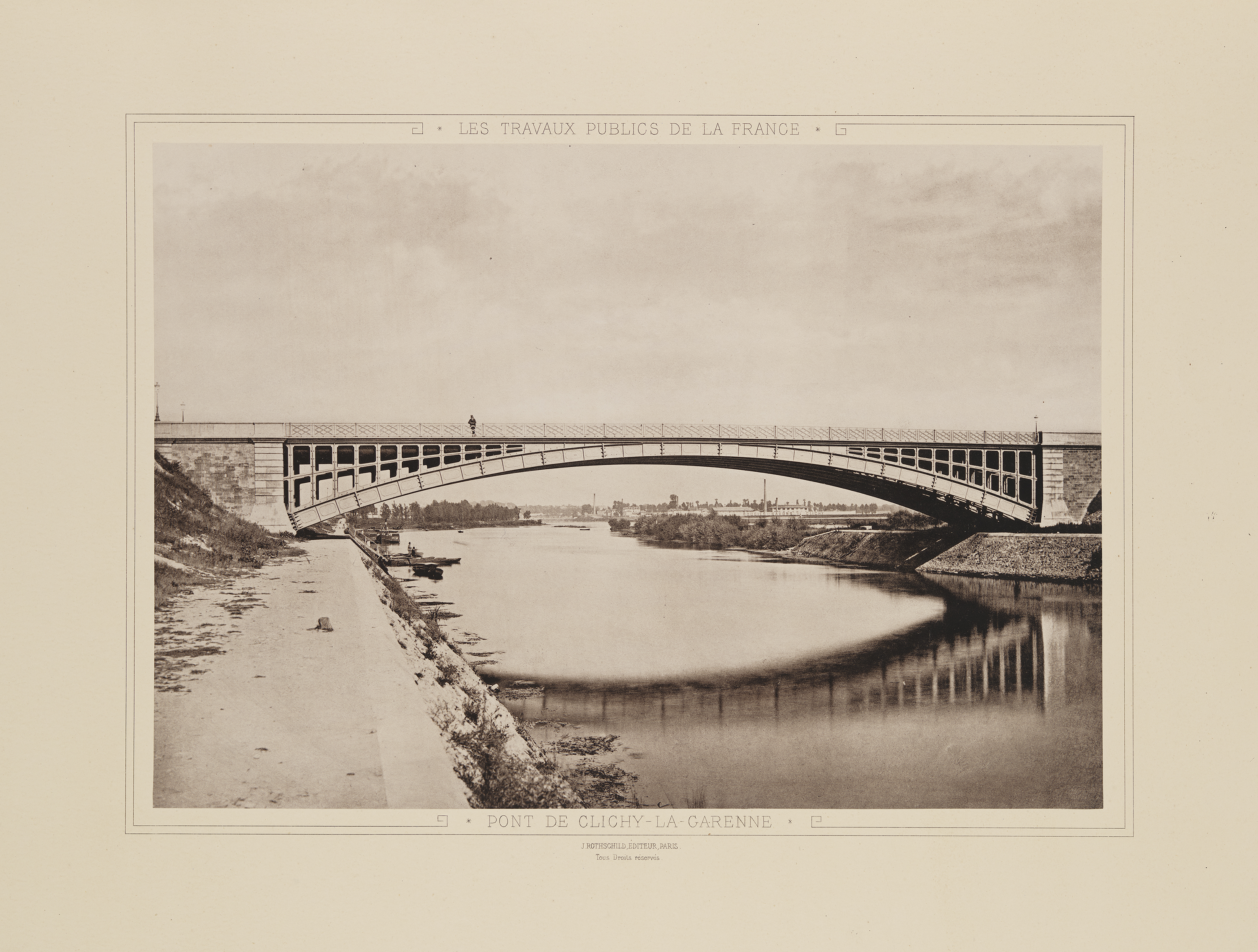
Le pont de Clichy (partie sur le bras d'Asnières) en 1883.
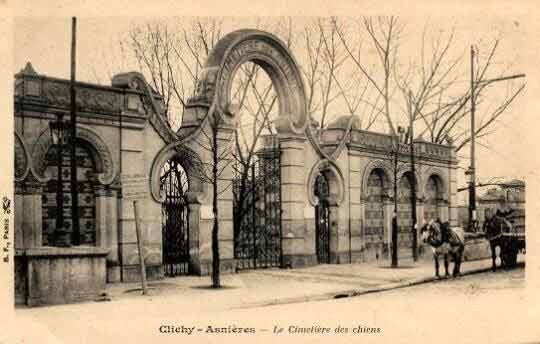
Le portail du cimetière des Chiens sur le pont de Clichy.
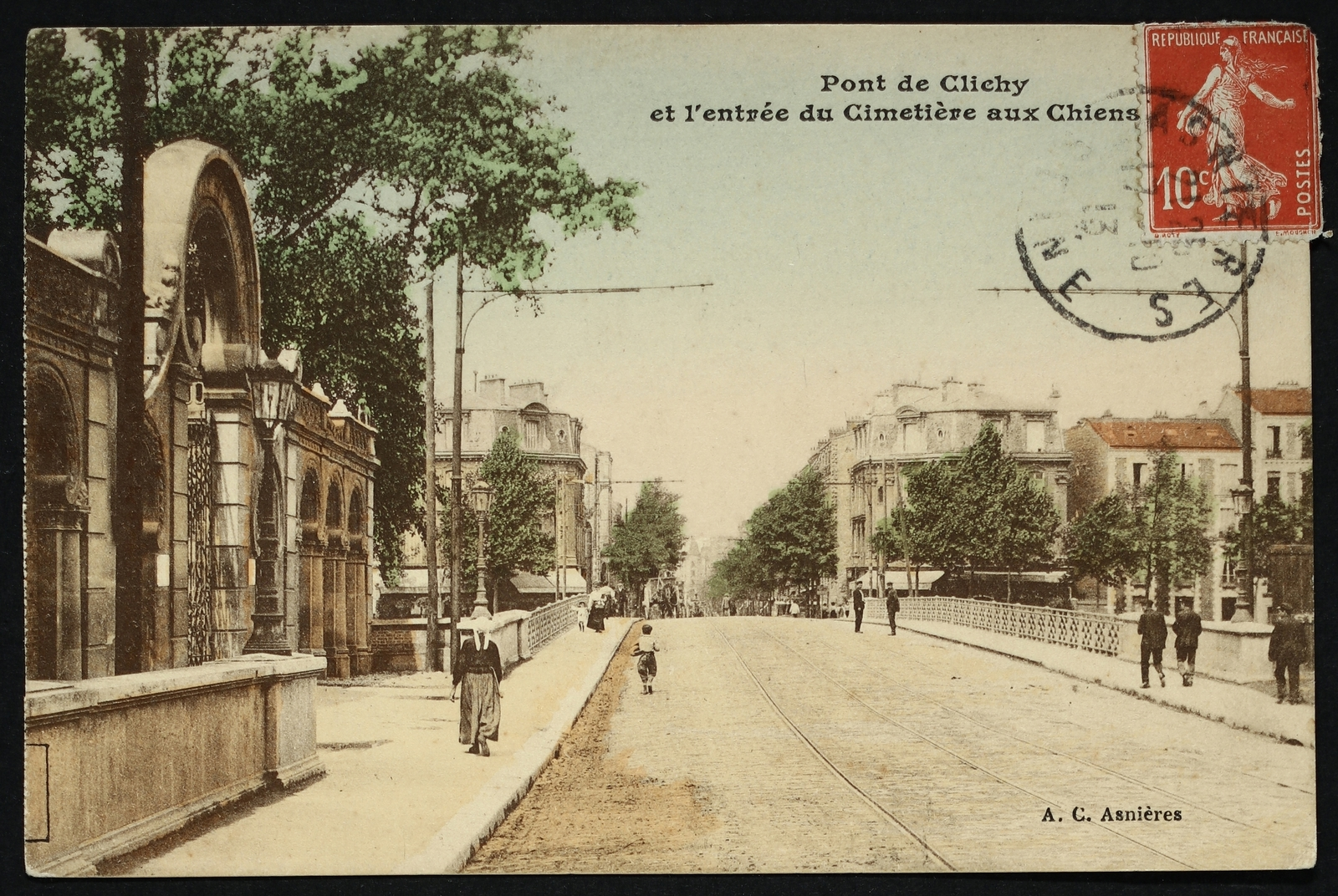
L'entrée du cimetière aux Chiens.
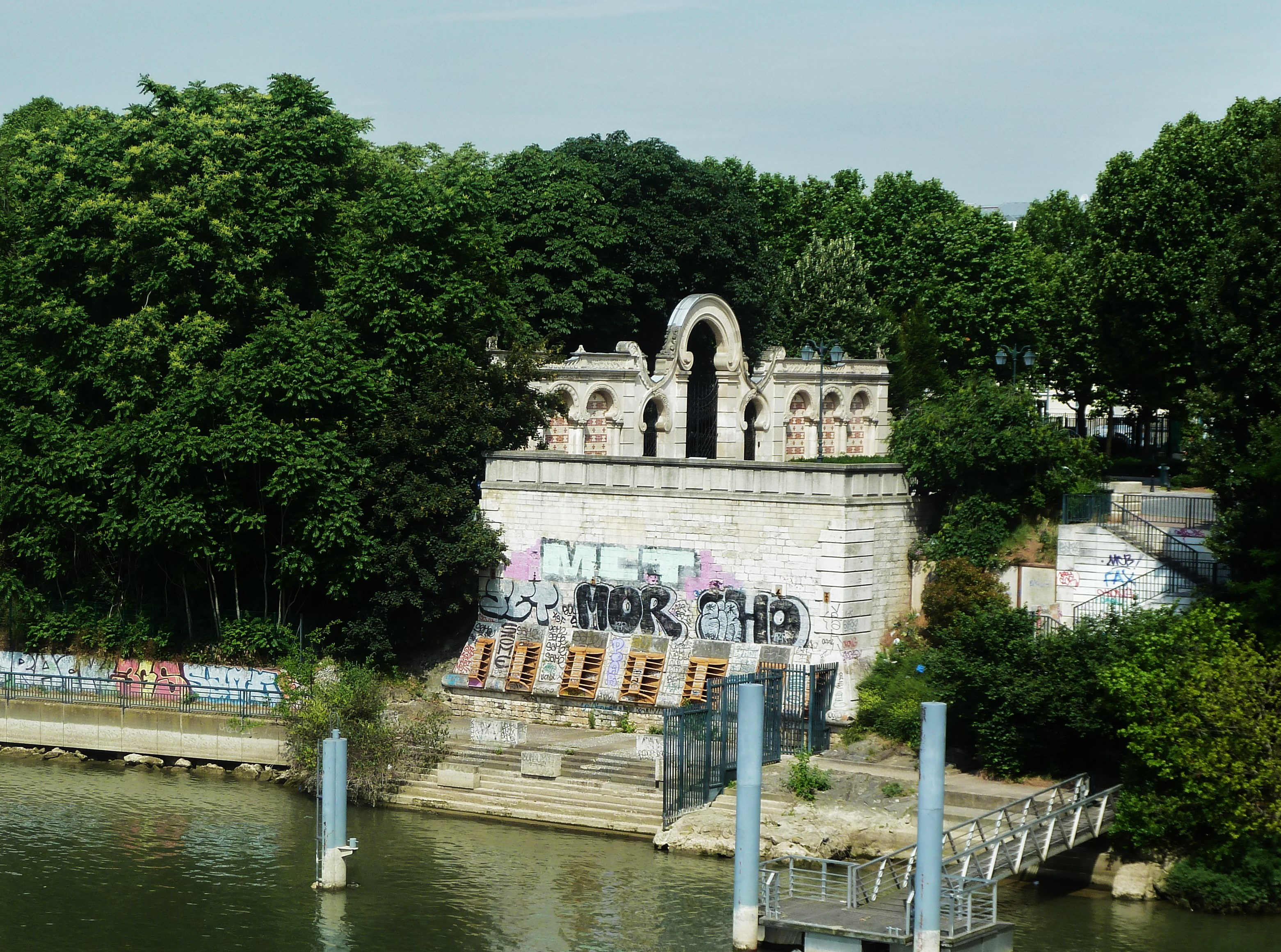
L'emplacement de l'ancien pont de Clichy en 2013.

### Pont de 1975
L'ouvrage actuel a été réalisé de 1973 à 1975 par l'entreprise Campenon Bernard avec un délai contractuel de dix-neuf mois. 
Il est constitué d'un tablier à trois travées de 220 mètres de longueur, dont une travée de 85 mètres de portée, qui mène du quai de Clichy au carrefour du quai du Docteur-Dervaux et du quai Aulagnier.
Le pont de la ligne 13 du métro a été réalisé immédiatement en amont à l'ouest en 1980 lors du prolongement de la ligne à Asnières - Gennevilliers - Gabriel-Péri.